# Баньґу

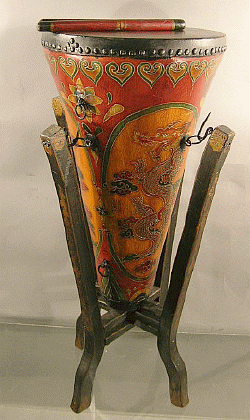
Баньґу

Баньґу (ban 板 gu 鼓) — китайський ударний музичний інструмент, невеликий односторонній барабан.
Має дерев'яний корпус у формі чаші з масивними стінками, обернений опуклою стороною вгору. Посередині корпусу є невеликий отвір. Шкіряну мембрану натягають на опуклу частину корпусу і закріплюють на ній цвяхами.
Звук добувають ударами двох паличок. Зміну висоти звуку досягають зсувом місця удару від центру мембрани до периферії. Під час гри баньґу встановлюють на триногу.
Баньґу широко застосовують в народній музиці, а також в оперних оркестрах і різних музичних ансамблях. У театрі на ньому грає зазвичай диригент, який за допомогою баньґу подає умовні сигнали музикантам оркестру і артистам на сцені. Баньґу іноді виступає також і як сольний інструмент.